# NGC 5795
NGC 5795 este o galaxie spirală situată în constelația Boarul. A fost descoperită în 24 iunie 1887 de către Lewis A. Swift. Se află la o distanță de 1.380,0718 de parseci de Pământ.